# Afera korupcyjna w Tarnobrzegu (2018)
Afera korupcyjna w Tarnobrzegu (2018) – medialne określenie czynności podjętych przez Centralne Biuro Antykorupcyjne względem urzędującego prezydenta Tarnobrzega Grzegorza Kiełba.
21 lutego 2018 roku został on zatrzymany niedługo po tym, jak przyjął 20 000 złotych korzyści majątkowej za podjęcie korzystnej decyzji dotyczącej planu zagospodarowania przestrzennego, który to nie jest kompetencją prezydenta miasta.
W dniu zatrzymania w gabinecie Prezydenta Miasta byli dwaj dyrektorzy tarnobrzeskich szkół i działacz oraz radny Platformy Obywatelskiej Dariusz Kołek. W związku z oskarżeniami Dariusz Kołek złożył do władz Podkarpackiego Regionu PO wniosek o zawieszenie jego członkostwa w Platformie Obywatelskiej do czasu wyjaśnienia sprawy.
Grzegorz Kiełb został tymczasowo aresztowany na 3 miesiące, a 8 marca 2018 roku funkcję komisarza powierzono na wniosek wojewody podkarpackiego przez premiera Mateusza Morawieckiego działaczowi Prawa i Sprawiedliwości Kamilowi Kalince. Wkrótce po objęciu urzędu podpisał on umowę na budowę obwodnicy Tarnobrzega za kwotę o 10 milionów większą niż oryginalnie planowało miasto. Rada Miasta postanowiła nie obradować nad planem zagospodarowania terenu będącego – według CBA – przedmiotem łapówki.